# Петров, Дмитрий Фёдорович
Дми́трий Фёдорович Петро́в (7 июня 1909, Чарджуй — 9 мая 1987, Новосибирск) — советский шахматный композитор, мастер спорта СССР по шахматной композиции (1969).
Известный советский биолог-цитолог, микробиолог, генетик и растениевод, организатор науки и педагог. Доктор биологических наук, профессор.

## Биография
С 1963 года работал в Биологическом институте СО АН СССР, заведующий лабораторией.
Участник трёх личных чемпионатов СССР по шахматной композиции.
С 1926 года опубликовал около 100 этюдов, на конкурсах удостоен 50 отличий, в том числе 8 первых призов.
Рейтинг в Альбомах ФИДЕ на 24 августа 2023 года — 11,67 балла.

## Этюды
|   | a | b | c | d | e | f | g | h |   |
| - | --- | --- | --- | --- | --- | --- | --- | --- | - |
| 8 | h5 чёрная пешка · e4 белая ладья · h4 белый король · b2 белый конь · c2 чёрный король · d2 белый слон · g1 чёрная ладья | h5 чёрная пешка · e4 белая ладья · h4 белый король · b2 белый конь · c2 чёрный король · d2 белый слон · g1 чёрная ладья | h5 чёрная пешка · e4 белая ладья · h4 белый король · b2 белый конь · c2 чёрный король · d2 белый слон · g1 чёрная ладья | h5 чёрная пешка · e4 белая ладья · h4 белый король · b2 белый конь · c2 чёрный король · d2 белый слон · g1 чёрная ладья | h5 чёрная пешка · e4 белая ладья · h4 белый король · b2 белый конь · c2 чёрный король · d2 белый слон · g1 чёрная ладья | h5 чёрная пешка · e4 белая ладья · h4 белый король · b2 белый конь · c2 чёрный король · d2 белый слон · g1 чёрная ладья | h5 чёрная пешка · e4 белая ладья · h4 белый король · b2 белый конь · c2 чёрный король · d2 белый слон · g1 чёрная ладья | h5 чёрная пешка · e4 белая ладья · h4 белый король · b2 белый конь · c2 чёрный король · d2 белый слон · g1 чёрная ладья | 8 |
| 7 | h5 чёрная пешка · e4 белая ладья · h4 белый король · b2 белый конь · c2 чёрный король · d2 белый слон · g1 чёрная ладья | h5 чёрная пешка · e4 белая ладья · h4 белый король · b2 белый конь · c2 чёрный король · d2 белый слон · g1 чёрная ладья | h5 чёрная пешка · e4 белая ладья · h4 белый король · b2 белый конь · c2 чёрный король · d2 белый слон · g1 чёрная ладья | h5 чёрная пешка · e4 белая ладья · h4 белый король · b2 белый конь · c2 чёрный король · d2 белый слон · g1 чёрная ладья | h5 чёрная пешка · e4 белая ладья · h4 белый король · b2 белый конь · c2 чёрный король · d2 белый слон · g1 чёрная ладья | h5 чёрная пешка · e4 белая ладья · h4 белый король · b2 белый конь · c2 чёрный король · d2 белый слон · g1 чёрная ладья | h5 чёрная пешка · e4 белая ладья · h4 белый король · b2 белый конь · c2 чёрный король · d2 белый слон · g1 чёрная ладья | h5 чёрная пешка · e4 белая ладья · h4 белый король · b2 белый конь · c2 чёрный король · d2 белый слон · g1 чёрная ладья | 7 |
| 6 | h5 чёрная пешка · e4 белая ладья · h4 белый король · b2 белый конь · c2 чёрный король · d2 белый слон · g1 чёрная ладья | h5 чёрная пешка · e4 белая ладья · h4 белый король · b2 белый конь · c2 чёрный король · d2 белый слон · g1 чёрная ладья | h5 чёрная пешка · e4 белая ладья · h4 белый король · b2 белый конь · c2 чёрный король · d2 белый слон · g1 чёрная ладья | h5 чёрная пешка · e4 белая ладья · h4 белый король · b2 белый конь · c2 чёрный король · d2 белый слон · g1 чёрная ладья | h5 чёрная пешка · e4 белая ладья · h4 белый король · b2 белый конь · c2 чёрный король · d2 белый слон · g1 чёрная ладья | h5 чёрная пешка · e4 белая ладья · h4 белый король · b2 белый конь · c2 чёрный король · d2 белый слон · g1 чёрная ладья | h5 чёрная пешка · e4 белая ладья · h4 белый король · b2 белый конь · c2 чёрный король · d2 белый слон · g1 чёрная ладья | h5 чёрная пешка · e4 белая ладья · h4 белый король · b2 белый конь · c2 чёрный король · d2 белый слон · g1 чёрная ладья | 6 |
| 5 | h5 чёрная пешка · e4 белая ладья · h4 белый король · b2 белый конь · c2 чёрный король · d2 белый слон · g1 чёрная ладья | h5 чёрная пешка · e4 белая ладья · h4 белый король · b2 белый конь · c2 чёрный король · d2 белый слон · g1 чёрная ладья | h5 чёрная пешка · e4 белая ладья · h4 белый король · b2 белый конь · c2 чёрный король · d2 белый слон · g1 чёрная ладья | h5 чёрная пешка · e4 белая ладья · h4 белый король · b2 белый конь · c2 чёрный король · d2 белый слон · g1 чёрная ладья | h5 чёрная пешка · e4 белая ладья · h4 белый король · b2 белый конь · c2 чёрный король · d2 белый слон · g1 чёрная ладья | h5 чёрная пешка · e4 белая ладья · h4 белый король · b2 белый конь · c2 чёрный король · d2 белый слон · g1 чёрная ладья | h5 чёрная пешка · e4 белая ладья · h4 белый король · b2 белый конь · c2 чёрный король · d2 белый слон · g1 чёрная ладья | h5 чёрная пешка · e4 белая ладья · h4 белый король · b2 белый конь · c2 чёрный король · d2 белый слон · g1 чёрная ладья | 5 |
| 4 | h5 чёрная пешка · e4 белая ладья · h4 белый король · b2 белый конь · c2 чёрный король · d2 белый слон · g1 чёрная ладья | h5 чёрная пешка · e4 белая ладья · h4 белый король · b2 белый конь · c2 чёрный король · d2 белый слон · g1 чёрная ладья | h5 чёрная пешка · e4 белая ладья · h4 белый король · b2 белый конь · c2 чёрный король · d2 белый слон · g1 чёрная ладья | h5 чёрная пешка · e4 белая ладья · h4 белый король · b2 белый конь · c2 чёрный король · d2 белый слон · g1 чёрная ладья | h5 чёрная пешка · e4 белая ладья · h4 белый король · b2 белый конь · c2 чёрный король · d2 белый слон · g1 чёрная ладья | h5 чёрная пешка · e4 белая ладья · h4 белый король · b2 белый конь · c2 чёрный король · d2 белый слон · g1 чёрная ладья | h5 чёрная пешка · e4 белая ладья · h4 белый король · b2 белый конь · c2 чёрный король · d2 белый слон · g1 чёрная ладья | h5 чёрная пешка · e4 белая ладья · h4 белый король · b2 белый конь · c2 чёрный король · d2 белый слон · g1 чёрная ладья | 4 |
| 3 | h5 чёрная пешка · e4 белая ладья · h4 белый король · b2 белый конь · c2 чёрный король · d2 белый слон · g1 чёрная ладья | h5 чёрная пешка · e4 белая ладья · h4 белый король · b2 белый конь · c2 чёрный король · d2 белый слон · g1 чёрная ладья | h5 чёрная пешка · e4 белая ладья · h4 белый король · b2 белый конь · c2 чёрный король · d2 белый слон · g1 чёрная ладья | h5 чёрная пешка · e4 белая ладья · h4 белый король · b2 белый конь · c2 чёрный король · d2 белый слон · g1 чёрная ладья | h5 чёрная пешка · e4 белая ладья · h4 белый король · b2 белый конь · c2 чёрный король · d2 белый слон · g1 чёрная ладья | h5 чёрная пешка · e4 белая ладья · h4 белый король · b2 белый конь · c2 чёрный король · d2 белый слон · g1 чёрная ладья | h5 чёрная пешка · e4 белая ладья · h4 белый король · b2 белый конь · c2 чёрный король · d2 белый слон · g1 чёрная ладья | h5 чёрная пешка · e4 белая ладья · h4 белый король · b2 белый конь · c2 чёрный король · d2 белый слон · g1 чёрная ладья | 3 |
| 2 | h5 чёрная пешка · e4 белая ладья · h4 белый король · b2 белый конь · c2 чёрный король · d2 белый слон · g1 чёрная ладья | h5 чёрная пешка · e4 белая ладья · h4 белый король · b2 белый конь · c2 чёрный король · d2 белый слон · g1 чёрная ладья | h5 чёрная пешка · e4 белая ладья · h4 белый король · b2 белый конь · c2 чёрный король · d2 белый слон · g1 чёрная ладья | h5 чёрная пешка · e4 белая ладья · h4 белый король · b2 белый конь · c2 чёрный король · d2 белый слон · g1 чёрная ладья | h5 чёрная пешка · e4 белая ладья · h4 белый король · b2 белый конь · c2 чёрный король · d2 белый слон · g1 чёрная ладья | h5 чёрная пешка · e4 белая ладья · h4 белый король · b2 белый конь · c2 чёрный король · d2 белый слон · g1 чёрная ладья | h5 чёрная пешка · e4 белая ладья · h4 белый король · b2 белый конь · c2 чёрный король · d2 белый слон · g1 чёрная ладья | h5 чёрная пешка · e4 белая ладья · h4 белый король · b2 белый конь · c2 чёрный король · d2 белый слон · g1 чёрная ладья | 2 |
| 1 | h5 чёрная пешка · e4 белая ладья · h4 белый король · b2 белый конь · c2 чёрный король · d2 белый слон · g1 чёрная ладья | h5 чёрная пешка · e4 белая ладья · h4 белый король · b2 белый конь · c2 чёрный король · d2 белый слон · g1 чёрная ладья | h5 чёрная пешка · e4 белая ладья · h4 белый король · b2 белый конь · c2 чёрный король · d2 белый слон · g1 чёрная ладья | h5 чёрная пешка · e4 белая ладья · h4 белый король · b2 белый конь · c2 чёрный король · d2 белый слон · g1 чёрная ладья | h5 чёрная пешка · e4 белая ладья · h4 белый король · b2 белый конь · c2 чёрный король · d2 белый слон · g1 чёрная ладья | h5 чёрная пешка · e4 белая ладья · h4 белый король · b2 белый конь · c2 чёрный король · d2 белый слон · g1 чёрная ладья | h5 чёрная пешка · e4 белая ладья · h4 белый король · b2 белый конь · c2 чёрный король · d2 белый слон · g1 чёрная ладья | h5 чёрная пешка · e4 белая ладья · h4 белый король · b2 белый конь · c2 чёрный король · d2 белый слон · g1 чёрная ладья | 1 |
|   | a | b | c | d | e | f | g | h |   |

1.Кc4? Крd3 2.Лf4 Лg4+ 3.Л:g4 hg = 

1.Лe2! Лh1+ 2.Крg3 Кр: b2 3.Сe1+ Крc1 

4.Крg2 Крd1 5.Лd2+ Кр: e1 6.Лd4! — доминация.
|   | a | b | c | d | e | f | g | h |   |
| - | --- | --- | --- | --- | --- | --- | --- | --- | - |
| 8 | f8 чёрная ладья · g8 белый слон · d7 белая ладья · d4 белый король · g4 чёрный король · h4 белый слон · a3 чёрная пешка | f8 чёрная ладья · g8 белый слон · d7 белая ладья · d4 белый король · g4 чёрный король · h4 белый слон · a3 чёрная пешка | f8 чёрная ладья · g8 белый слон · d7 белая ладья · d4 белый король · g4 чёрный король · h4 белый слон · a3 чёрная пешка | f8 чёрная ладья · g8 белый слон · d7 белая ладья · d4 белый король · g4 чёрный король · h4 белый слон · a3 чёрная пешка | f8 чёрная ладья · g8 белый слон · d7 белая ладья · d4 белый король · g4 чёрный король · h4 белый слон · a3 чёрная пешка | f8 чёрная ладья · g8 белый слон · d7 белая ладья · d4 белый король · g4 чёрный король · h4 белый слон · a3 чёрная пешка | f8 чёрная ладья · g8 белый слон · d7 белая ладья · d4 белый король · g4 чёрный король · h4 белый слон · a3 чёрная пешка | f8 чёрная ладья · g8 белый слон · d7 белая ладья · d4 белый король · g4 чёрный король · h4 белый слон · a3 чёрная пешка | 8 |
| 7 | f8 чёрная ладья · g8 белый слон · d7 белая ладья · d4 белый король · g4 чёрный король · h4 белый слон · a3 чёрная пешка | f8 чёрная ладья · g8 белый слон · d7 белая ладья · d4 белый король · g4 чёрный король · h4 белый слон · a3 чёрная пешка | f8 чёрная ладья · g8 белый слон · d7 белая ладья · d4 белый король · g4 чёрный король · h4 белый слон · a3 чёрная пешка | f8 чёрная ладья · g8 белый слон · d7 белая ладья · d4 белый король · g4 чёрный король · h4 белый слон · a3 чёрная пешка | f8 чёрная ладья · g8 белый слон · d7 белая ладья · d4 белый король · g4 чёрный король · h4 белый слон · a3 чёрная пешка | f8 чёрная ладья · g8 белый слон · d7 белая ладья · d4 белый король · g4 чёрный король · h4 белый слон · a3 чёрная пешка | f8 чёрная ладья · g8 белый слон · d7 белая ладья · d4 белый король · g4 чёрный король · h4 белый слон · a3 чёрная пешка | f8 чёрная ладья · g8 белый слон · d7 белая ладья · d4 белый король · g4 чёрный король · h4 белый слон · a3 чёрная пешка | 7 |
| 6 | f8 чёрная ладья · g8 белый слон · d7 белая ладья · d4 белый король · g4 чёрный король · h4 белый слон · a3 чёрная пешка | f8 чёрная ладья · g8 белый слон · d7 белая ладья · d4 белый король · g4 чёрный король · h4 белый слон · a3 чёрная пешка | f8 чёрная ладья · g8 белый слон · d7 белая ладья · d4 белый король · g4 чёрный король · h4 белый слон · a3 чёрная пешка | f8 чёрная ладья · g8 белый слон · d7 белая ладья · d4 белый король · g4 чёрный король · h4 белый слон · a3 чёрная пешка | f8 чёрная ладья · g8 белый слон · d7 белая ладья · d4 белый король · g4 чёрный король · h4 белый слон · a3 чёрная пешка | f8 чёрная ладья · g8 белый слон · d7 белая ладья · d4 белый король · g4 чёрный король · h4 белый слон · a3 чёрная пешка | f8 чёрная ладья · g8 белый слон · d7 белая ладья · d4 белый король · g4 чёрный король · h4 белый слон · a3 чёрная пешка | f8 чёрная ладья · g8 белый слон · d7 белая ладья · d4 белый король · g4 чёрный король · h4 белый слон · a3 чёрная пешка | 6 |
| 5 | f8 чёрная ладья · g8 белый слон · d7 белая ладья · d4 белый король · g4 чёрный король · h4 белый слон · a3 чёрная пешка | f8 чёрная ладья · g8 белый слон · d7 белая ладья · d4 белый король · g4 чёрный король · h4 белый слон · a3 чёрная пешка | f8 чёрная ладья · g8 белый слон · d7 белая ладья · d4 белый король · g4 чёрный король · h4 белый слон · a3 чёрная пешка | f8 чёрная ладья · g8 белый слон · d7 белая ладья · d4 белый король · g4 чёрный король · h4 белый слон · a3 чёрная пешка | f8 чёрная ладья · g8 белый слон · d7 белая ладья · d4 белый король · g4 чёрный король · h4 белый слон · a3 чёрная пешка | f8 чёрная ладья · g8 белый слон · d7 белая ладья · d4 белый король · g4 чёрный король · h4 белый слон · a3 чёрная пешка | f8 чёрная ладья · g8 белый слон · d7 белая ладья · d4 белый король · g4 чёрный король · h4 белый слон · a3 чёрная пешка | f8 чёрная ладья · g8 белый слон · d7 белая ладья · d4 белый король · g4 чёрный король · h4 белый слон · a3 чёрная пешка | 5 |
| 4 | f8 чёрная ладья · g8 белый слон · d7 белая ладья · d4 белый король · g4 чёрный король · h4 белый слон · a3 чёрная пешка | f8 чёрная ладья · g8 белый слон · d7 белая ладья · d4 белый король · g4 чёрный король · h4 белый слон · a3 чёрная пешка | f8 чёрная ладья · g8 белый слон · d7 белая ладья · d4 белый король · g4 чёрный король · h4 белый слон · a3 чёрная пешка | f8 чёрная ладья · g8 белый слон · d7 белая ладья · d4 белый король · g4 чёрный король · h4 белый слон · a3 чёрная пешка | f8 чёрная ладья · g8 белый слон · d7 белая ладья · d4 белый король · g4 чёрный король · h4 белый слон · a3 чёрная пешка | f8 чёрная ладья · g8 белый слон · d7 белая ладья · d4 белый король · g4 чёрный король · h4 белый слон · a3 чёрная пешка | f8 чёрная ладья · g8 белый слон · d7 белая ладья · d4 белый король · g4 чёрный король · h4 белый слон · a3 чёрная пешка | f8 чёрная ладья · g8 белый слон · d7 белая ладья · d4 белый король · g4 чёрный король · h4 белый слон · a3 чёрная пешка | 4 |
| 3 | f8 чёрная ладья · g8 белый слон · d7 белая ладья · d4 белый король · g4 чёрный король · h4 белый слон · a3 чёрная пешка | f8 чёрная ладья · g8 белый слон · d7 белая ладья · d4 белый король · g4 чёрный король · h4 белый слон · a3 чёрная пешка | f8 чёрная ладья · g8 белый слон · d7 белая ладья · d4 белый король · g4 чёрный король · h4 белый слон · a3 чёрная пешка | f8 чёрная ладья · g8 белый слон · d7 белая ладья · d4 белый король · g4 чёрный король · h4 белый слон · a3 чёрная пешка | f8 чёрная ладья · g8 белый слон · d7 белая ладья · d4 белый король · g4 чёрный король · h4 белый слон · a3 чёрная пешка | f8 чёрная ладья · g8 белый слон · d7 белая ладья · d4 белый король · g4 чёрный король · h4 белый слон · a3 чёрная пешка | f8 чёрная ладья · g8 белый слон · d7 белая ладья · d4 белый король · g4 чёрный король · h4 белый слон · a3 чёрная пешка | f8 чёрная ладья · g8 белый слон · d7 белая ладья · d4 белый король · g4 чёрный король · h4 белый слон · a3 чёрная пешка | 3 |
| 2 | f8 чёрная ладья · g8 белый слон · d7 белая ладья · d4 белый король · g4 чёрный король · h4 белый слон · a3 чёрная пешка | f8 чёрная ладья · g8 белый слон · d7 белая ладья · d4 белый король · g4 чёрный король · h4 белый слон · a3 чёрная пешка | f8 чёрная ладья · g8 белый слон · d7 белая ладья · d4 белый король · g4 чёрный король · h4 белый слон · a3 чёрная пешка | f8 чёрная ладья · g8 белый слон · d7 белая ладья · d4 белый король · g4 чёрный король · h4 белый слон · a3 чёрная пешка | f8 чёрная ладья · g8 белый слон · d7 белая ладья · d4 белый король · g4 чёрный король · h4 белый слон · a3 чёрная пешка | f8 чёрная ладья · g8 белый слон · d7 белая ладья · d4 белый король · g4 чёрный король · h4 белый слон · a3 чёрная пешка | f8 чёрная ладья · g8 белый слон · d7 белая ладья · d4 белый король · g4 чёрный король · h4 белый слон · a3 чёрная пешка | f8 чёрная ладья · g8 белый слон · d7 белая ладья · d4 белый король · g4 чёрный король · h4 белый слон · a3 чёрная пешка | 2 |
| 1 | f8 чёрная ладья · g8 белый слон · d7 белая ладья · d4 белый король · g4 чёрный король · h4 белый слон · a3 чёрная пешка | f8 чёрная ладья · g8 белый слон · d7 белая ладья · d4 белый король · g4 чёрный король · h4 белый слон · a3 чёрная пешка | f8 чёрная ладья · g8 белый слон · d7 белая ладья · d4 белый король · g4 чёрный король · h4 белый слон · a3 чёрная пешка | f8 чёрная ладья · g8 белый слон · d7 белая ладья · d4 белый король · g4 чёрный король · h4 белый слон · a3 чёрная пешка | f8 чёрная ладья · g8 белый слон · d7 белая ладья · d4 белый король · g4 чёрный король · h4 белый слон · a3 чёрная пешка | f8 чёрная ладья · g8 белый слон · d7 белая ладья · d4 белый король · g4 чёрный король · h4 белый слон · a3 чёрная пешка | f8 чёрная ладья · g8 белый слон · d7 белая ладья · d4 белый король · g4 чёрный король · h4 белый слон · a3 чёрная пешка | f8 чёрная ладья · g8 белый слон · d7 белая ладья · d4 белый король · g4 чёрный король · h4 белый слон · a3 чёрная пешка | 1 |
|   | a | b | c | d | e | f | g | h |   |

1.Лd8 a2! 2.С:a2 Лf4+ 3.Крe5? Лa4 = 

3.Крe3! Лa4! 4.Сb3 Лb4 

5.Лd4+! Л:d4 6.Сe7! — доминация. 

6. … Лf4 7.Сe6+ Крg3 8.Сd6